# Elk Creek (West Fork River)
Der Elk Creek (Elk = Wapitihirsch) ist ein rechter Nebenfluss zum West Fork River im zentralen Norden West Virginias in den Vereinigten Staaten.
Über West Fork River, Monongahela River und Ohio River ist er Bestandteil des Einzugsgebietes des Mississippi River. Der Fluss entwässert ein Gebiet von 316 km² des nicht glazial überformten Bereichs des Allegheny Plateaus. Man geht davon aus, dass das Gewässer seinen Namen durch einen Trapper und Jäger des 18. Jahrhunderts erhielt, der entlang des Gewässers Herden von Elchen beobachtet hatte.
Der Elk Creek entspringt etwa 10 km südwestlich von Philippi im westlichen Teil des Barbour Countys und fließt in allgemein westnordwestlicher Richtung ins Harrison County, wo er durch die Siedlungen Stonewood und Nutter Fort verläuft; er mündet dann in der Stadt Clarksburg in den West Fork River.
Nach den Angaben des West Virginia Department of Environmental Protection sind etwa 70 % des Einzugsgebietes des Elk Creeks bewaldet, zum größten Teil sommergrün. Etwa 22 % dienen der Land- und Weidewirtschaft und rund 3 % sind urban bebaut.